# 坂北村
坂北村（さかきたむら）は、長野県東筑摩郡にあった村である。

## 地理
- 河川：麻績川

### 隣接していた自治体
- 長野市
- 安曇野市
- 東筑摩郡 坂井村、本城村、麻績村、生坂村

## 歴史
- 1874年（明治8年）11月12日 - 筑摩県筑摩郡刈谷沢村・中村・青柳町村・竹場村・仁熊村・荻新田村・別所村が合併して阪北村となる。
- 1876年（明治9年）8月21日 - 長野県の所属となる。
- 1878年（明治11年）1月4日 - 郡区町村編制法の施行により、東筑摩郡の所属となる。
- 時期不明 - 阪北村が改称して坂北村となる。
- 1889年（明治22年）4月1日 - 町村制の施行により、坂北村が単独で自治体を形成。
- 2005年（平成17年）10月11日 - 坂井村、本城村と合併して筑北村が発足。同日坂北村廃止。

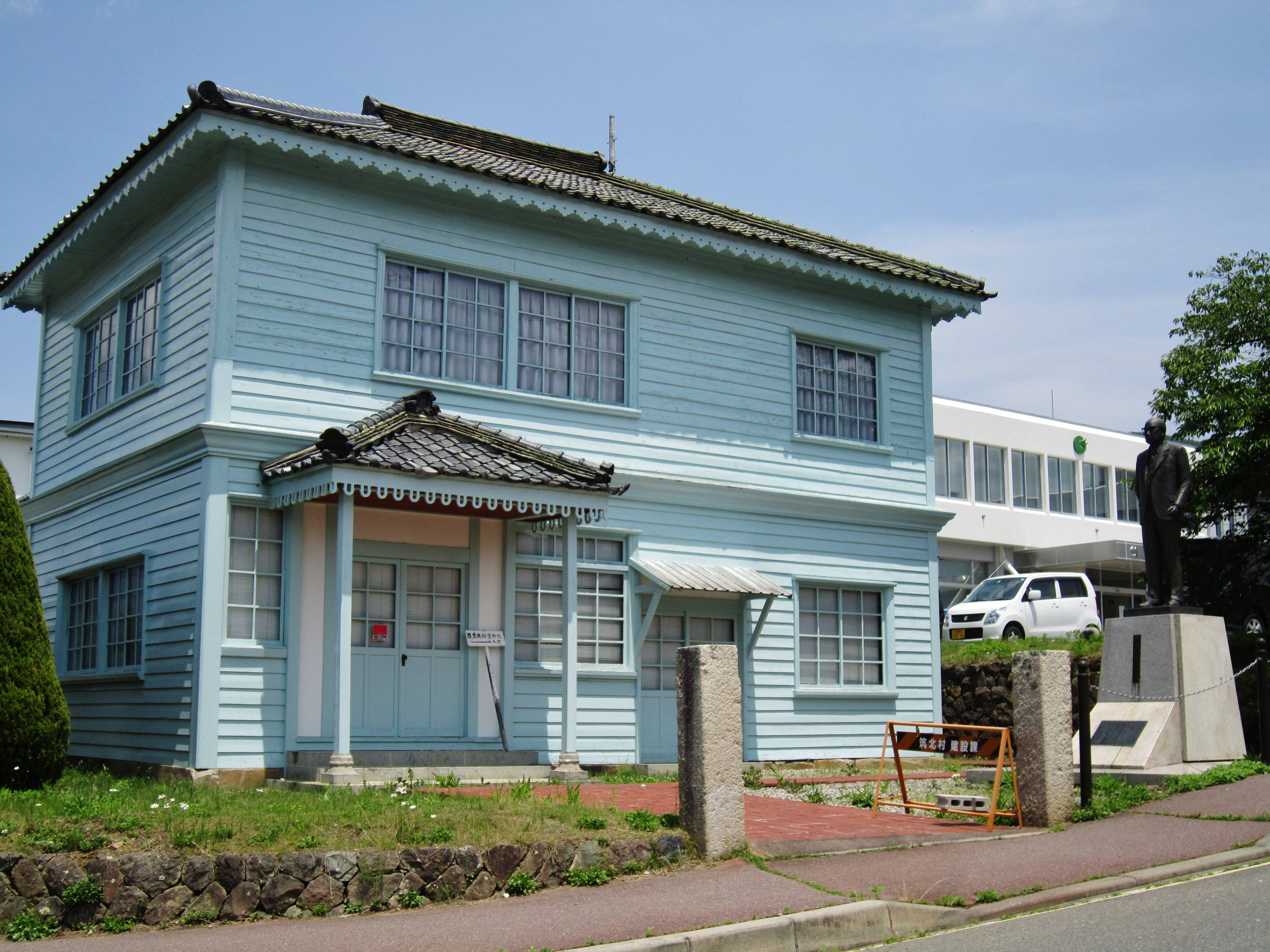
旧・坂北村役場
1900年（明治33年）完成。1976年（昭和51年）の新庁舎完成に伴い、以来歴史民俗資料館として保存されている。

## 学校
- 坂北村立坂北小学校
- 坂北村本城村組合聖南中学校（本城村）

## 交通

### 鉄道
東日本旅客鉄道
- 篠ノ井線：坂北駅

### 道路
高速道路
- 長野自動車道：筑北パーキングエリア（更埴方面）

一般国道
- 国道403号

道の駅
- さかきた

## 名所・旧跡・観光スポット・祭事・催事
- 青柳宿

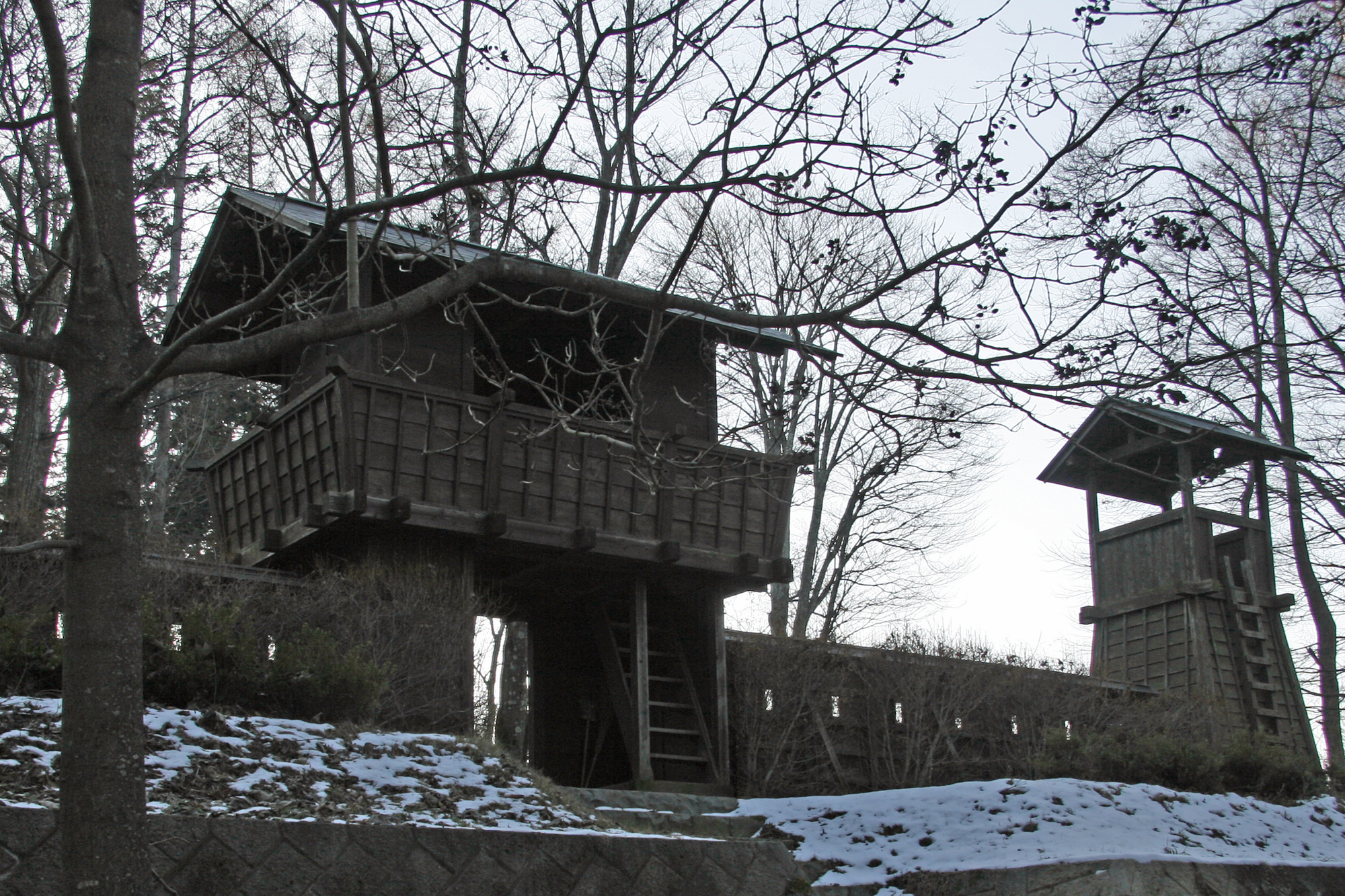
青柳城
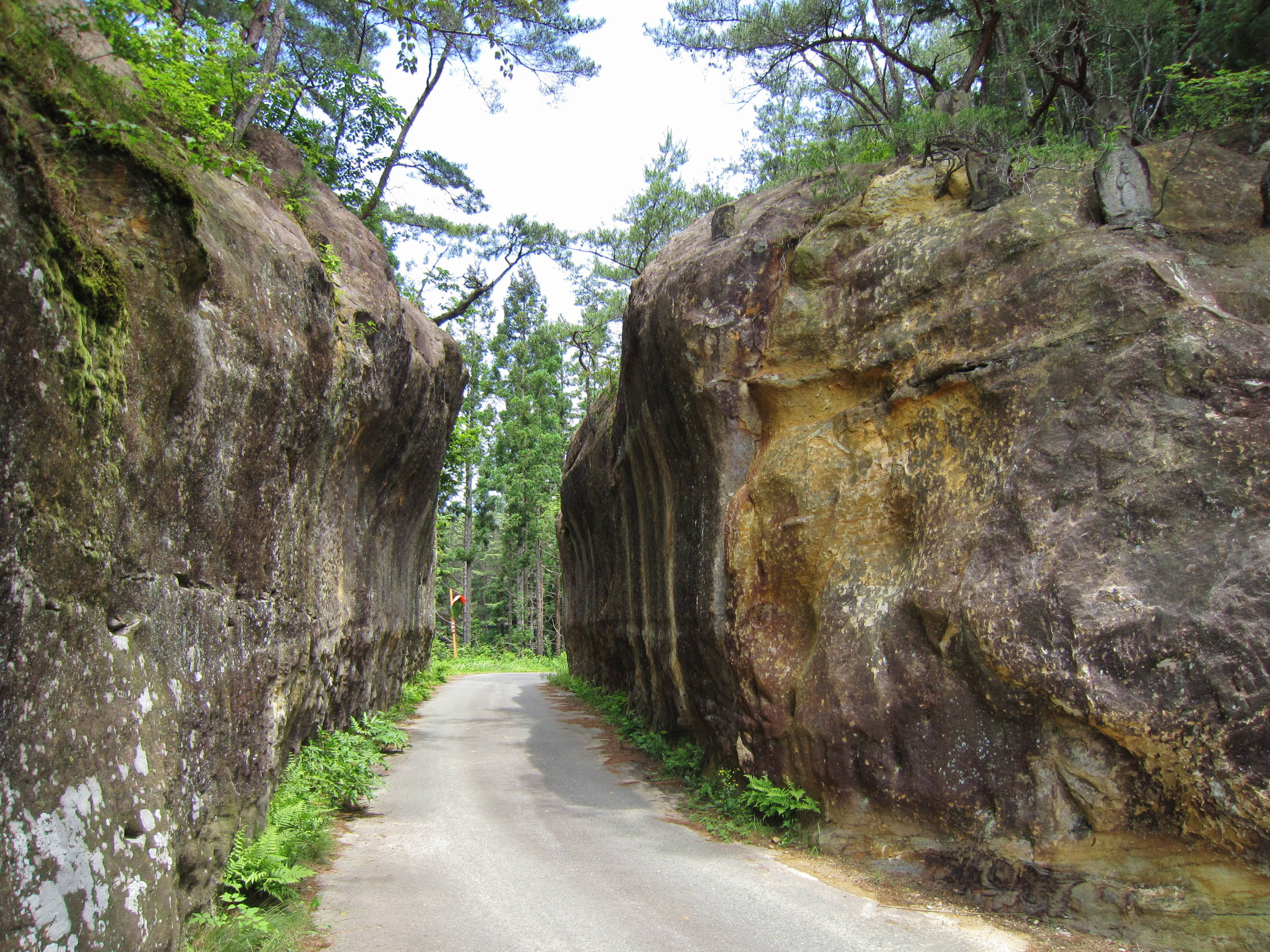
切通し
- 碩水寺
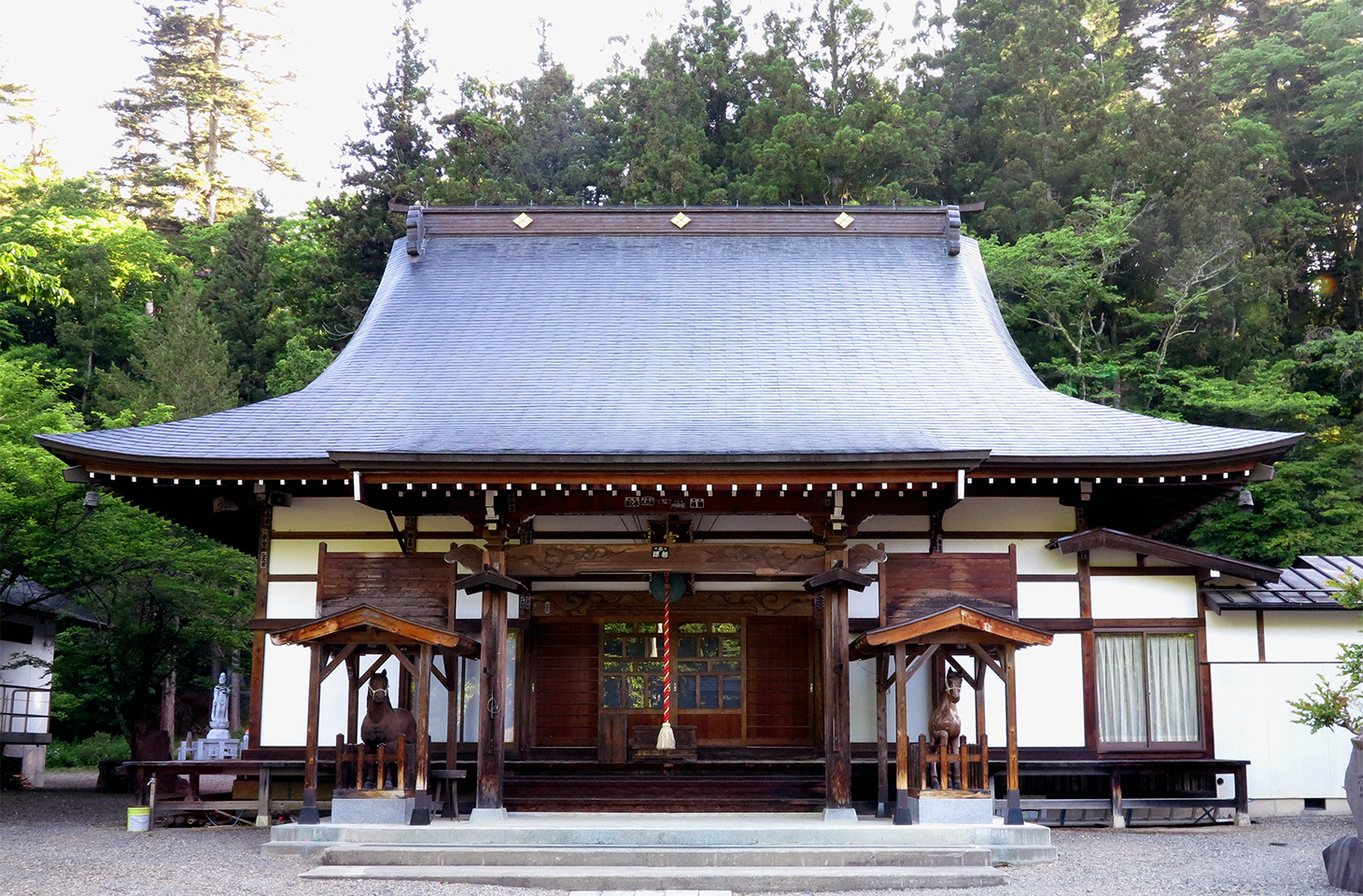
岩殿寺
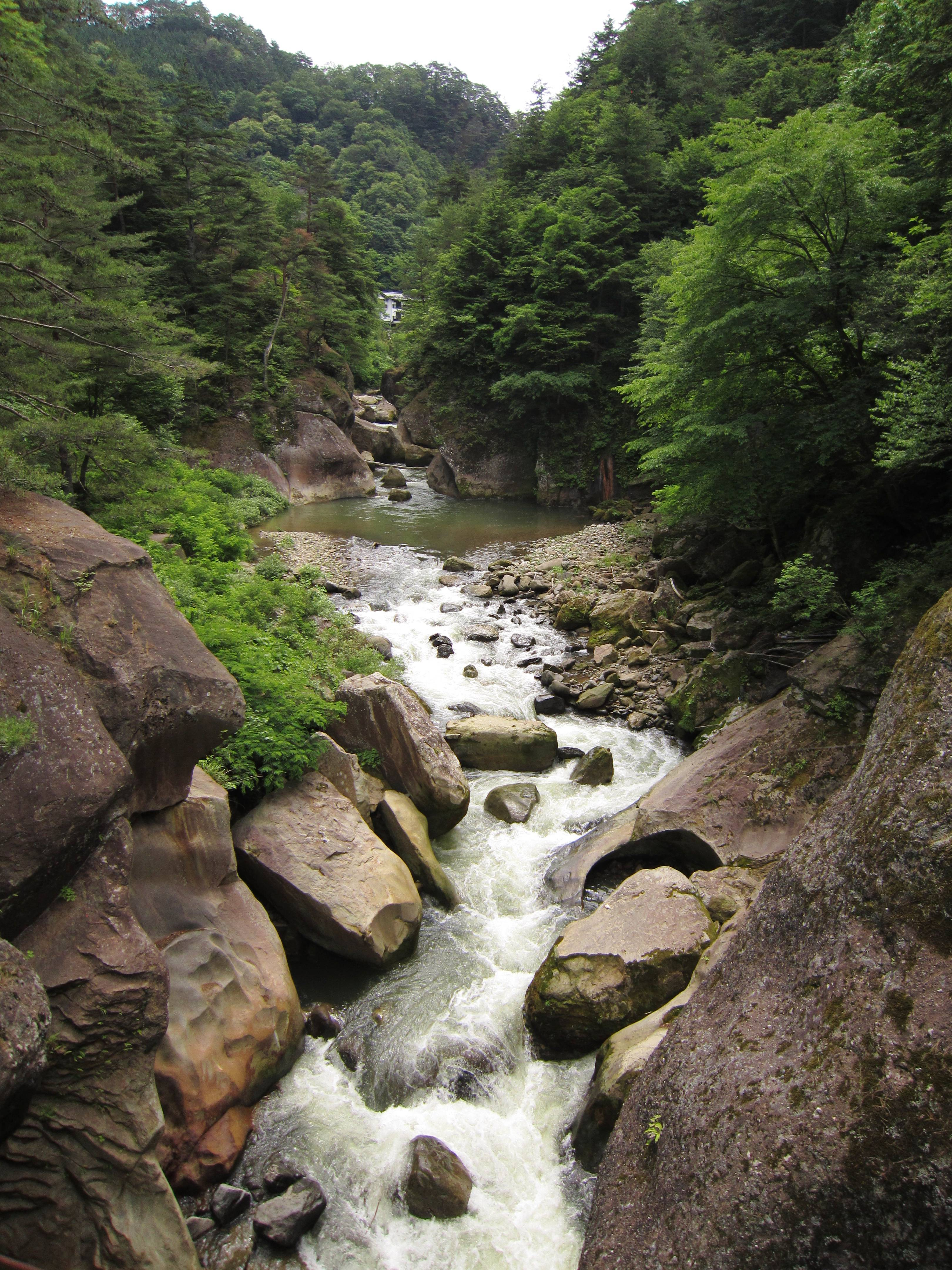
神社
  - 別所秋葉社
  - 中村神明宮
  - 刈谷澤神明宮
  - 子安社神社
  - 竹場秋葉社
  - 神明宮春日社合殿神社
- 差切峡

- 青柳城
- 大切通し
- 岩殿寺
- 差切峡